# Gustaaf III van Zweden
Gustaaf III (Stockholm, 24 januari 1746 — aldaar, 29 maart 1792) was koning van Zweden vanaf 1771 tot zijn dood. Hij was de begaafde oudste zoon van koning Adolf Frederik van Zweden en Louisa Ulrika van Pruisen, tevens de oudere broer van Karel XIII, en vader van de latere koning Gustaaf IV Adolf.
Bij de dood van zijn vader verbleef Gustaaf in Parijs. Door middel van een staatsgreep op 19 augustus 1772 probeerde hij in Zweden de absolute monarchie te herstellen, die sinds de dood van Karel XII van Zweden in 1718 was verdwenen. Gustaaf was prachtlievend. Zijn kroning kostte handenvol geld. Zijn moeder was niet erg gecharmeerd van de acties van haar zoon en reisde naar Berlijn, maar haar broer Frederik de Grote was weinig geneigd bij of in te springen.
Gustaaf III acteerde, schreef gedichten en toneelstukken. Hij haalde Joseph Martin Kraus naar Zweden. Hij werd in 1780 vrijmetselaar. Op 19 september 1783 werd te Versailles een ballonvaart uitgevoerd, georganiseerd door de gebroeders Montgolfier, in aanwezigheid van Lodewijk XVI van Frankrijk, Marie Antoinette en Gustaaf III, die al een eerder project financieel ondersteunde. Hij richtte in 1786 de Zweedse Academie op. Verschillende liberale maatregelen zijn door hem ingevoerd, zodat hij wordt gerekend tot de verlichte despoten. Onder hem kregen de Joden burgerlijke rechten en niet-lutherse protestanten vrijheid van godsdienst.
Van 1788 tot 1790 voerde hij oorlog met het Keizerrijk Rusland, onder Catharina de Grote, waarbij de Zweden weinig succes hadden. In 1789 ontnam de Zweedse senaat hem de meeste van zijn koninklijke rechten. Terwijl hij bezig was met de voorbereiding tot een interventie in Frankrijk werd hij door de Zweedse adel vermoord. Tijdens een gemaskerd bal op 16 maart 1792 in de opera van Stockholm werd de koning door Jacob Johan Anckarström in zijn rug geschoten. Hij stierf twee weken later. Giuseppe Verdi gebruikte deze geschiedenis in zijn opera Un ballo in maschera, maar situeerde die uiteindelijk in Boston, vanwege de censuur.

## Huwelijk en kinderen

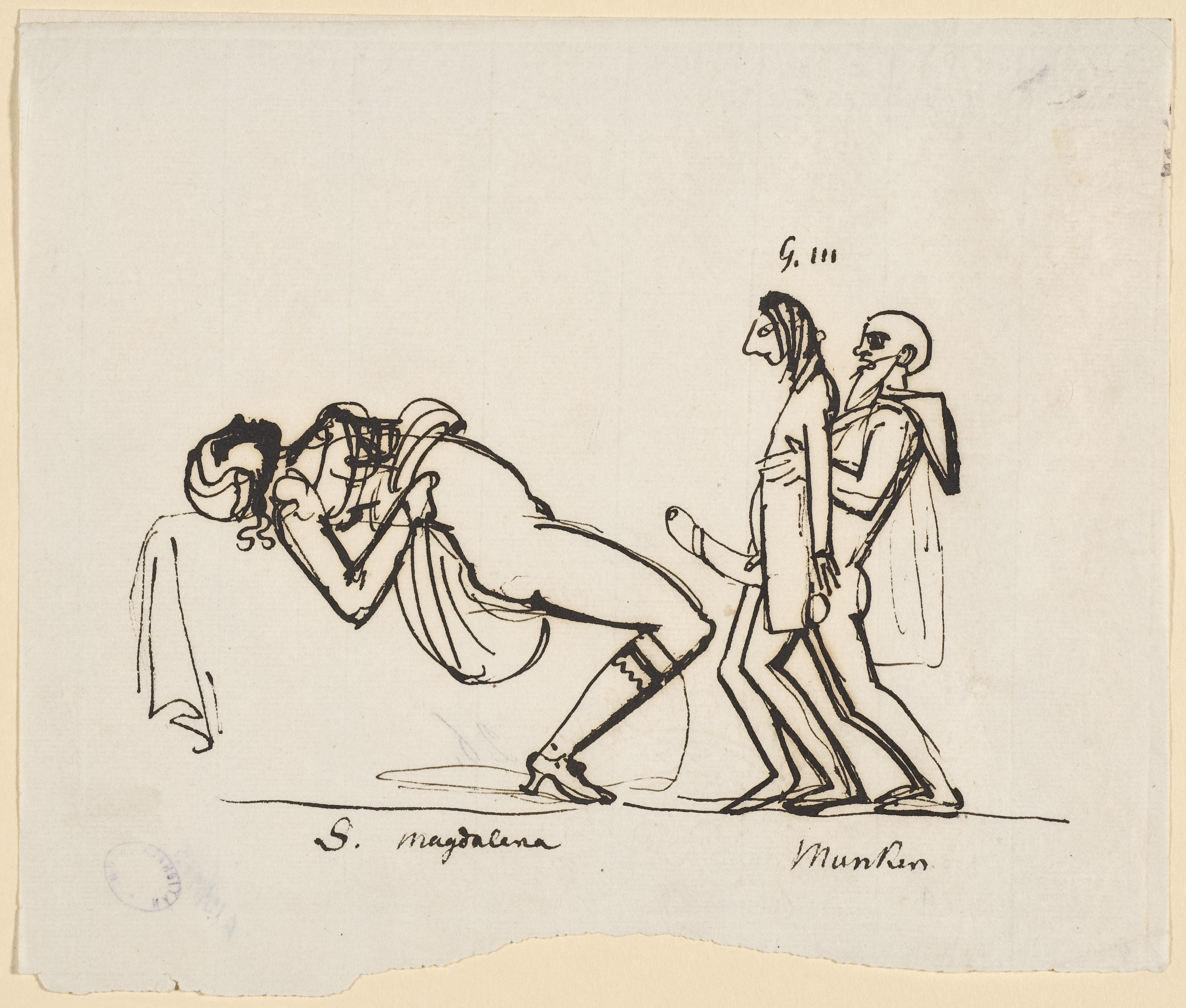
Karikatuur uit ca. 1770 van Carl August Ehrensvärd: "Poging van Gustaaf III een erfgenaam te verwekken". Adolf Fredrick Munck helpt Gustaaf bij zijn eerste seksuele gemeenschap met Sofia Magdalena. Sophia Magdalena, Gustaaf III en Adolf Frederik Munck".

In 1766 huwde Gustaaf met Sophia Magdalena van Denemarken, dochter van Frederik V van Denemarken. Haar schoonmoeder Louisa Ulrika van Pruisen haatte haar. Louise Ulrika domineerde Gustaaf III en veroorzaakte een verwijdering tussen het koppel. Hun huwelijk werd pas in 1775 geconsummeerd. Toen Gustaaf III voor het eerst gemeenschap had met zijn vrouw, leek het erop dat hij zoveel moeite had dat hij Adolf Fredrick Munck om hulp moest vragen.

Uit het zeer gedetailleerde rapport van "Munckens" blijkt dat de koning hem de slaapkamer in riep en hem om hulp vroeg om "het gat te vinden" en meer en hem liet blijven en fysiek zou helpen met deze daad. Het rapport en een aantal andere aanwijzingen hebben geleid tot een gerucht dat "Muncken" in feite de vader was van kroonprins Gustaaf Adolf, een gerucht dat ook werd ondersteund door weduwe-koningin Louise Ulrika. Dit leidde tot een breuk tussen Gustaaf III en zijn moeder. Gustaaf III staat in ieder geval in alle officiële documenten en genealogieën als de vader van Gustaaf IV Adolf. Gustaaf III van Zweden was mogelijk biseksueel of aseksueel; sommigen trokken het vaderschap van de koning in twijfel.

## Kwartierstaat
| Christiaan Albrecht van Sleeswijk-Holstein-Gottorp (1641-1695) | Christiaan Albrecht van Sleeswijk-Holstein-Gottorp (1641-1695) | Christiaan Albrecht van Sleeswijk-Holstein-Gottorp (1641-1695) | Christiaan Albrecht van Sleeswijk-Holstein-Gottorp (1641-1695) | Christiaan Albrecht van Sleeswijk-Holstein-Gottorp (1641-1695) | Christiaan Albrecht van Sleeswijk-Holstein-Gottorp (1641-1695) | Frederika Amalia van Denemarken (1649-1704)                  | Frederika Amalia van Denemarken (1649-1704)                  | Frederika Amalia van Denemarken (1649-1704)                  | Frederika Amalia van Denemarken (1649-1704)                  | Frederika Amalia van Denemarken (1649-1704) | Frederika Amalia van Denemarken (1649-1704) |                                       |                                       | Frederik VII van Baden-Durlach (1647-1709) | Frederik VII van Baden-Durlach (1647-1709) | Frederik VII van Baden-Durlach (1647-1709)        | Frederik VII van Baden-Durlach (1647-1709)        | Frederik VII van Baden-Durlach (1647-1709)        | Frederik VII van Baden-Durlach (1647-1709)        | Augusta Maria van Sleeswijk-Holstein-Gottorp (1649-1728) | Augusta Maria van Sleeswijk-Holstein-Gottorp (1649-1728) | Augusta Maria van Sleeswijk-Holstein-Gottorp (1649-1728) | Augusta Maria van Sleeswijk-Holstein-Gottorp (1649-1728) | Augusta Maria van Sleeswijk-Holstein-Gottorp (1649-1728) | Augusta Maria van Sleeswijk-Holstein-Gottorp (1649-1728) |  |  | Frederik I van Pruisen (1657-1713)    | Frederik I van Pruisen (1657-1713)    | Frederik I van Pruisen (1657-1713)    | Frederik I van Pruisen (1657-1713)    | Frederik I van Pruisen (1657-1713)        | Frederik I van Pruisen (1657-1713)        | Sophie Charlotte van Hannover (1668-1705) | Sophie Charlotte van Hannover (1668-1705) | Sophie Charlotte van Hannover (1668-1705) | Sophie Charlotte van Hannover (1668-1705) | Sophie Charlotte van Hannover (1668-1705) | Sophie Charlotte van Hannover (1668-1705) |                                         |                                         | George I van Groot-Brittannië (1660-1727) | George I van Groot-Brittannië (1660-1727) | George I van Groot-Brittannië (1660-1727) | George I van Groot-Brittannië (1660-1727) | George I van Groot-Brittannië (1660-1727) | George I van Groot-Brittannië (1660-1727) | Sophia Dorothea van Celle (1666–1727)    | Sophia Dorothea van Celle (1666–1727)    | Sophia Dorothea van Celle (1666–1727) | Sophia Dorothea van Celle (1666–1727) | Sophia Dorothea van Celle (1666–1727) | Sophia Dorothea van Celle (1666–1727) |  |  |  |  |  |  |  |  |  |  |  |  |  |  |  |  |  |  |  |  |  |  |  |  |  |  |  |  |  |  |  |  |  |  |  |  |  |  |  |  |  |  |  |  |  |  |  |  |
| Christiaan Albrecht van Sleeswijk-Holstein-Gottorp (1641-1695) | Christiaan Albrecht van Sleeswijk-Holstein-Gottorp (1641-1695) | Christiaan Albrecht van Sleeswijk-Holstein-Gottorp (1641-1695) | Christiaan Albrecht van Sleeswijk-Holstein-Gottorp (1641-1695) | Christiaan Albrecht van Sleeswijk-Holstein-Gottorp (1641-1695) | Christiaan Albrecht van Sleeswijk-Holstein-Gottorp (1641-1695) | Frederika Amalia van Denemarken (1649-1704)                  | Frederika Amalia van Denemarken (1649-1704)                  | Frederika Amalia van Denemarken (1649-1704)                  | Frederika Amalia van Denemarken (1649-1704)                  | Frederika Amalia van Denemarken (1649-1704) | Frederika Amalia van Denemarken (1649-1704) |                                       |                                       | Frederik VII van Baden-Durlach (1647-1709) | Frederik VII van Baden-Durlach (1647-1709) | Frederik VII van Baden-Durlach (1647-1709)        | Frederik VII van Baden-Durlach (1647-1709)        | Frederik VII van Baden-Durlach (1647-1709)        | Frederik VII van Baden-Durlach (1647-1709)        | Augusta Maria van Sleeswijk-Holstein-Gottorp (1649-1728) | Augusta Maria van Sleeswijk-Holstein-Gottorp (1649-1728) | Augusta Maria van Sleeswijk-Holstein-Gottorp (1649-1728) | Augusta Maria van Sleeswijk-Holstein-Gottorp (1649-1728) | Augusta Maria van Sleeswijk-Holstein-Gottorp (1649-1728) | Augusta Maria van Sleeswijk-Holstein-Gottorp (1649-1728) |  |  | Frederik I van Pruisen (1657-1713)    | Frederik I van Pruisen (1657-1713)    | Frederik I van Pruisen (1657-1713)    | Frederik I van Pruisen (1657-1713)    | Frederik I van Pruisen (1657-1713)        | Frederik I van Pruisen (1657-1713)        | Sophie Charlotte van Hannover (1668-1705) | Sophie Charlotte van Hannover (1668-1705) | Sophie Charlotte van Hannover (1668-1705) | Sophie Charlotte van Hannover (1668-1705) | Sophie Charlotte van Hannover (1668-1705) | Sophie Charlotte van Hannover (1668-1705) |                                         |                                         | George I van Groot-Brittannië (1660-1727) | George I van Groot-Brittannië (1660-1727) | George I van Groot-Brittannië (1660-1727) | George I van Groot-Brittannië (1660-1727) | George I van Groot-Brittannië (1660-1727) | George I van Groot-Brittannië (1660-1727) | Sophia Dorothea van Celle (1666–1727)    | Sophia Dorothea van Celle (1666–1727)    | Sophia Dorothea van Celle (1666–1727) | Sophia Dorothea van Celle (1666–1727) | Sophia Dorothea van Celle (1666–1727) | Sophia Dorothea van Celle (1666–1727) |  |  |  |  |  |  |  |  |  |  |  |  |  |  |  |  |  |  |  |  |  |  |  |  |  |  |  |  |  |  |  |  |  |  |  |  |  |  |  |  |  |  |  |  |  |  |  |  |
|                                                                |                                                                |                                                                |                                                                |                                                                |                                                                |                                                              |                                                              |                                                              |                                                              |                                             |                                             |                                       |                                       |                                            |                                            |                                                   |                                                   |                                                   |                                                   |                                                          |                                                          |                                                          |                                                          |                                                          |                                                          |  |  |                                       |                                       |                                       |                                       |                                           |                                           |                                           |                                           |                                           |                                           |                                           |                                           |                                         |                                         |                                           |                                           |                                           |                                           |                                           |                                           |                                          |                                          |                                       |                                       |                                       |                                       |  |  |  |  |  |  |  |  |  |  |  |  |  |  |  |  |  |  |  |  |  |  |  |  |  |  |  |  |  |  |  |  |  |  |  |  |  |  |  |  |  |  |  |  |  |  |  |  |
|                                                                |                                                                |                                                                |                                                                | Christiaan August van Sleeswijk-Holstein-Gottorp (1673-1726)   | Christiaan August van Sleeswijk-Holstein-Gottorp (1673-1726)   | Christiaan August van Sleeswijk-Holstein-Gottorp (1673-1726) | Christiaan August van Sleeswijk-Holstein-Gottorp (1673-1726) | Christiaan August van Sleeswijk-Holstein-Gottorp (1673-1726) | Christiaan August van Sleeswijk-Holstein-Gottorp (1673-1726) |                                             |                                             |                                       |                                       |                                            |                                            | Albertina Frederica van Baden-Durlach (1682-1755) | Albertina Frederica van Baden-Durlach (1682-1755) | Albertina Frederica van Baden-Durlach (1682-1755) | Albertina Frederica van Baden-Durlach (1682-1755) | Albertina Frederica van Baden-Durlach (1682-1755)        | Albertina Frederica van Baden-Durlach (1682-1755)        |                                                          |                                                          |                                                          |                                                          |  |  |                                       |                                       |                                       |                                       | Frederik Willem I van Pruisen (1688-1740) | Frederik Willem I van Pruisen (1688-1740) | Frederik Willem I van Pruisen (1688-1740) | Frederik Willem I van Pruisen (1688-1740) | Frederik Willem I van Pruisen (1688-1740) | Frederik Willem I van Pruisen (1688-1740) |                                           |                                           |                                         |                                         |                                           |                                           | Sophia Dorothea van Hannover (1687-1757)  | Sophia Dorothea van Hannover (1687-1757)  | Sophia Dorothea van Hannover (1687-1757)  | Sophia Dorothea van Hannover (1687-1757)  | Sophia Dorothea van Hannover (1687-1757) | Sophia Dorothea van Hannover (1687-1757) |                                       |                                       |                                       |                                       |  |  |  |  |  |  |  |  |  |  |  |  |  |  |  |  |  |  |  |  |  |  |  |  |  |  |  |  |  |  |  |  |  |  |  |  |  |  |  |  |  |  |  |  |  |  |  |  |
|                                                                |                                                                |                                                                |                                                                | Christiaan August van Sleeswijk-Holstein-Gottorp (1673-1726)   | Christiaan August van Sleeswijk-Holstein-Gottorp (1673-1726)   | Christiaan August van Sleeswijk-Holstein-Gottorp (1673-1726) | Christiaan August van Sleeswijk-Holstein-Gottorp (1673-1726) | Christiaan August van Sleeswijk-Holstein-Gottorp (1673-1726) | Christiaan August van Sleeswijk-Holstein-Gottorp (1673-1726) |                                             |                                             |                                       |                                       |                                            |                                            | Albertina Frederica van Baden-Durlach (1682-1755) | Albertina Frederica van Baden-Durlach (1682-1755) | Albertina Frederica van Baden-Durlach (1682-1755) | Albertina Frederica van Baden-Durlach (1682-1755) | Albertina Frederica van Baden-Durlach (1682-1755)        | Albertina Frederica van Baden-Durlach (1682-1755)        |                                                          |                                                          |                                                          |                                                          |  |  |                                       |                                       |                                       |                                       | Frederik Willem I van Pruisen (1688-1740) | Frederik Willem I van Pruisen (1688-1740) | Frederik Willem I van Pruisen (1688-1740) | Frederik Willem I van Pruisen (1688-1740) | Frederik Willem I van Pruisen (1688-1740) | Frederik Willem I van Pruisen (1688-1740) |                                           |                                           |                                         |                                         |                                           |                                           | Sophia Dorothea van Hannover (1687-1757)  | Sophia Dorothea van Hannover (1687-1757)  | Sophia Dorothea van Hannover (1687-1757)  | Sophia Dorothea van Hannover (1687-1757)  | Sophia Dorothea van Hannover (1687-1757) | Sophia Dorothea van Hannover (1687-1757) |                                       |                                       |                                       |                                       |  |  |  |  |  |  |  |  |  |  |  |  |  |  |  |  |  |  |  |  |  |  |  |  |  |  |  |  |  |  |  |  |  |  |  |  |  |  |  |  |  |  |  |  |  |  |  |  |
|                                                                |                                                                |                                                                |                                                                |                                                                |                                                                |                                                              |                                                              |                                                              |                                                              | Adolf Frederik van Zweden (1710-1771)       | Adolf Frederik van Zweden (1710-1771)       | Adolf Frederik van Zweden (1710-1771) | Adolf Frederik van Zweden (1710-1771) | Adolf Frederik van Zweden (1710-1771)      | Adolf Frederik van Zweden (1710-1771)      |                                                   |                                                   |                                                   |                                                   |                                                          |                                                          |                                                          |                                                          |                                                          |                                                          |  |  |                                       |                                       |                                       |                                       |                                           |                                           |                                           |                                           |                                           |                                           | Louisa Ulrika van Pruisen (1720-1782)     | Louisa Ulrika van Pruisen (1720-1782)     | Louisa Ulrika van Pruisen (1720-1782)   | Louisa Ulrika van Pruisen (1720-1782)   | Louisa Ulrika van Pruisen (1720-1782)     | Louisa Ulrika van Pruisen (1720-1782)     |                                           |                                           |                                           |                                           |                                          |                                          |                                       |                                       |                                       |                                       |  |  |  |  |  |  |  |  |  |  |  |  |  |  |  |  |  |  |  |  |  |  |  |  |  |  |  |  |  |  |  |  |  |  |  |  |  |  |  |  |  |  |  |  |  |  |  |  |
|                                                                |                                                                |                                                                |                                                                |                                                                |                                                                |                                                              |                                                              |                                                              |                                                              | Adolf Frederik van Zweden (1710-1771)       | Adolf Frederik van Zweden (1710-1771)       | Adolf Frederik van Zweden (1710-1771) | Adolf Frederik van Zweden (1710-1771) | Adolf Frederik van Zweden (1710-1771)      | Adolf Frederik van Zweden (1710-1771)      |                                                   |                                                   |                                                   |                                                   |                                                          |                                                          |                                                          |                                                          |                                                          |                                                          |  |  |                                       |                                       |                                       |                                       |                                           |                                           |                                           |                                           |                                           |                                           | Louisa Ulrika van Pruisen (1720-1782)     | Louisa Ulrika van Pruisen (1720-1782)     | Louisa Ulrika van Pruisen (1720-1782)   | Louisa Ulrika van Pruisen (1720-1782)   | Louisa Ulrika van Pruisen (1720-1782)     | Louisa Ulrika van Pruisen (1720-1782)     |                                           |                                           |                                           |                                           |                                          |                                          |                                       |                                       |                                       |                                       |  |  |  |  |  |  |  |  |  |  |  |  |  |  |  |  |  |  |  |  |  |  |  |  |  |  |  |  |  |  |  |  |  |  |  |  |  |  |  |  |  |  |  |  |  |  |  |  |
|                                                                |                                                                |                                                                |                                                                |                                                                |                                                                |                                                              |                                                              |                                                              |                                                              |                                             |                                             |                                       |                                       |                                            |                                            |                                                   |                                                   |                                                   |                                                   |                                                          |                                                          |                                                          |                                                          |                                                          |                                                          |  |  |                                       |                                       |                                       |                                       |                                           |                                           |                                           |                                           |                                           |                                           |                                           |                                           |                                         |                                         |                                           |                                           |                                           |                                           |                                           |                                           |                                          |                                          |                                       |                                       |                                       |                                       |  |  |  |  |  |  |  |  |  |  |  |  |  |  |  |  |  |  |  |  |  |  |  |  |  |  |  |  |  |  |  |  |  |  |  |  |  |  |  |  |  |  |  |  |  |  |  |  |
|                                                                |                                                                |                                                                |                                                                |                                                                |                                                                |                                                              |                                                              |                                                              |                                                              |                                             |                                             |                                       |                                       |                                            |                                            |                                                   |                                                   |                                                   |                                                   |                                                          |                                                          |                                                          |                                                          |                                                          |                                                          |  |  |                                       |                                       |                                       |                                       |                                           |                                           |                                           |                                           |                                           |                                           |                                           |                                           |                                         |                                         |                                           |                                           |                                           |                                           |                                           |                                           |                                          |                                          |                                       |                                       |                                       |                                       |  |  |  |  |  |  |  |  |  |  |  |  |  |  |  |  |  |  |  |  |  |  |  |  |  |  |  |  |  |  |  |  |  |  |  |  |  |  |  |  |  |  |  |  |  |  |  |  |
|                                                                |                                                                |                                                                |                                                                |                                                                |                                                                |                                                              |                                                              |                                                              |                                                              |                                             |                                             | Gustaaf III van Zweden (1746-1792)    | Gustaaf III van Zweden (1746-1792)    | Gustaaf III van Zweden (1746-1792)         | Gustaaf III van Zweden (1746-1792)         | Gustaaf III van Zweden (1746-1792)                | Gustaaf III van Zweden (1746-1792)                |                                                   |                                                   | Karel XIII van Zweden (1748-1818)                        | Karel XIII van Zweden (1748-1818)                        | Karel XIII van Zweden (1748-1818)                        | Karel XIII van Zweden (1748-1818)                        | Karel XIII van Zweden (1748-1818)                        | Karel XIII van Zweden (1748-1818)                        |  |  | Frederik Adolf van Zweden (1750-1803) | Frederik Adolf van Zweden (1750-1803) | Frederik Adolf van Zweden (1750-1803) | Frederik Adolf van Zweden (1750-1803) | Frederik Adolf van Zweden (1750-1803)     | Frederik Adolf van Zweden (1750-1803)     |                                           |                                           | Sophia Albertina van Zweden (1753-1829)   | Sophia Albertina van Zweden (1753-1829)   | Sophia Albertina van Zweden (1753-1829)   | Sophia Albertina van Zweden (1753-1829)   | Sophia Albertina van Zweden (1753-1829) | Sophia Albertina van Zweden (1753-1829) |                                           |                                           |                                           |                                           |                                           |                                           |                                          |                                          |                                       |                                       |                                       |                                       |  |  |  |  |  |  |  |  |  |  |  |  |  |  |  |  |  |  |  |  |  |  |  |  |  |  |  |  |  |  |  |  |  |  |  |  |  |  |  |  |  |  |  |  |  |  |  |  |